# Chiesa di Sant'Egidio (Mantova)
La chiesa di Sant'Egidio, dedicata a Sant' Egidio abate, è un luogo di culto cattolico situato nel centro storico di Mantova, nell'attuale Via Pietro Frattini. Probabilmente edificata già nel IX sec., è documentata come esistente a partire dall'anno 1151. Evento architettonico importante è stata l'edificazione, nel 1540, della cappella Valenti come da volontà testamentaria di Valente Valenti, cortigiano della reggia gonzaghesca.
Nel Settecento fu necessaria una profonda ristrutturazione a causa della vetustà della chiesa; la prima pietra fu posata il 19 giugno 1721. Importante intervento fu voluto nel 1777 dal cardinale Luigi Valenti che fece ricostruire la cappella di famiglia.
La ristrutturazione della chiesa si poté ritenere conclusa nel 1787 con la sistemazione del coro.
Al centro del pavimento della navata un'epigrafe ricorda che vi era sepolto Bernardo Tasso, padre del poeta Torquato Tasso; egli morì ad Ostiglia nel 1569 e vi fu sepolto, finche' i suoi resti furono successivamente traslati nella Chiesa di San Paolo di Ferrara.

## Opere d'arte
Tra i dipinti conservati nella chiesa di Sant'Egidio si segnalano sulle pareti semicircolari dell'abside:
- il Martirio di S. Vincenzo Levita (1776), di Giuseppe Bottani, olio su tela, m 5 x 3,50
- il Miracolo di San Vincenzo Ferrer (1773), di Giovanni Bottani, olio su tela, m 2,28 x 1,35
- la  Madonna del Rosario (1777), di Vincenzo Borroni

Altre opere esposte sono da menzionare:
- la pala d'altare de L'elemosina di San Guerrino (1736-1742) di Giovanni Cadioli
- la pala d'altare con la Madonna, il Bambino, S. Domenico e la Beata Osanna Andreasi, (1593), probabilmente di Teodoro Ghisi o di Serafino Malpizzi[3]